# 国会请愿同志会
国会请愿同志会，又名預備立憲公會，是清朝末年君主立宪派人士组建的一个临时团体，爲漸進立憲主義者的集團，對速開國會請願頗爲出力，其目的在于催促清政府尽快召开议会实行君主立宪。

## 历史
1906年9月1日，慈禧太后以光绪帝名义发布“仿行宪政”的上谕，清政府在各省设立临时地方议会性质的谘议局。
1909年农历九月初一各省咨议局成立。十一月中旬在时任江苏省咨议局议长的张謇倡议下，江苏、浙江等16个省的咨议局代表在上海召开联席会议，宣布成立国会请愿同志会。

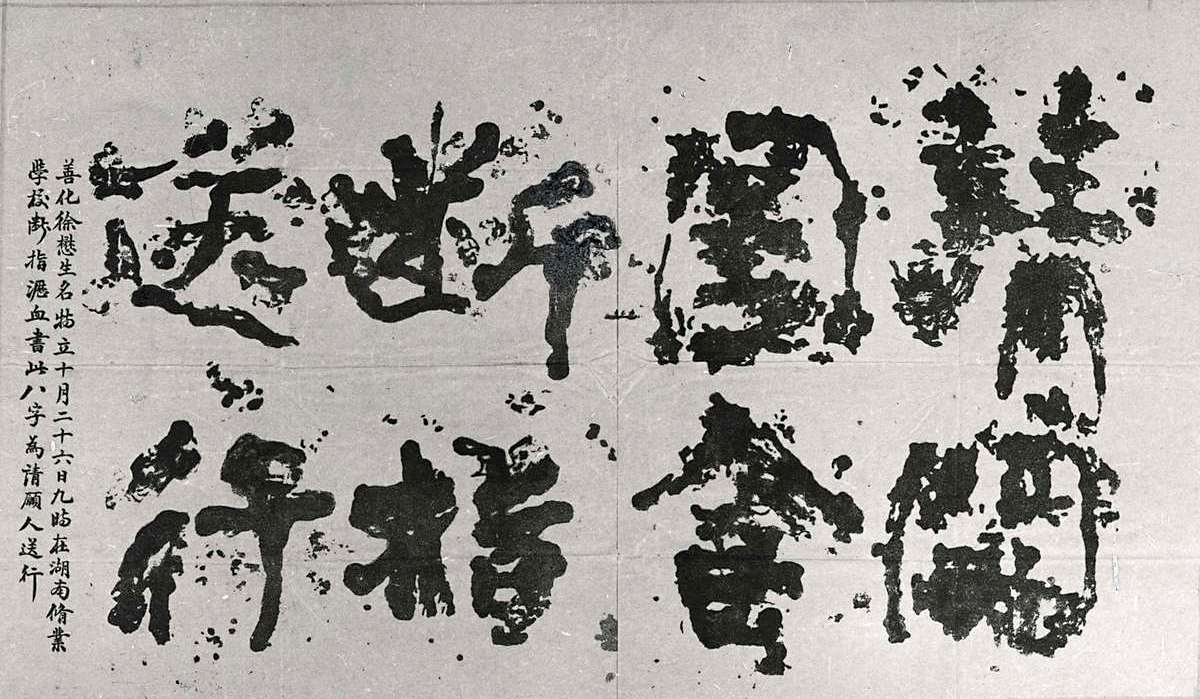
1907年，徐特立请愿立宪的血书：“请开国会，断指送行”

1910年1月20日，各省代表33人正式开始请愿。临行前张謇撰写“送十六省议员诣阙上书序”勉励，徐特立以八字血书“请开国会，断指送行”壮行。
第一次上书清政府以“国民知识不齐，遽开议院反致纷扰，不如俟九年预备期满”为由拒绝。请愿代表一半人留京，其余回到各省动员商会、教育学会等士绅团体联名请愿，以扩大社会影响。
1910年6月16日的第二次上书，咨议局代表、各省教育会代表、商会、华侨代表、八旗代表轮番上阵，但清政府以同样理由拒绝。
1910年10月3日的第三次，同志会喊出“一日不开国会，一日不纳税”的口号。请愿终于得到清政府的妥协，同意宣统五年（1913年）召开国会。
同志会仍不满意，但遭到政府勒令离开京城，十一月初国会请愿同志会被迫宣布解散。成员在此基础上组建政党宪友会。